# Hydrogaster trinervis
Hydrogaster trinervis är en malvaväxtart som beskrevs av João Geraldo Kuhlmann. Hydrogaster trinervis ingår i släktet Hydrogaster och familjen malvaväxter. Inga underarter finns listade i Catalogue of Life.